# Gry
Gry — музыкальная группа, в состав которой входили датская певица Грю Багёйен (Gry Bagøien) и немецкий музыкант FM Einheit (ex-Einstürzende Neubauten).
Грю Багёйен также участвовала в датской группе Aeter. FM Einheit был на протяжении примерно пятнадцати лет участником легендарной немецкой группы Einstürzende Neubauten и покинул её незадолго до образования Gry.
Музыку группы можно описать как электронную с элементами трип-хопа, живыми инструментами (бас, ударные), обилием семплов (в том числе и оркестровых) и женским вокалом.
Дебютный альбом The Touch Of E! вышел в 1998 году и сопровождался серией эффектных концертных выступлений в Европе и Америке.
Второй альбом — Public Recording — был записан в 2000 году в театре «Marstall Theater» в Мюнхене, во время публичных представлений-хеппенингов, в которых принимали участие многочисленные гости-музыканты: Александр Хаке (Einstürzende Neubauten), Caspar Brötzmann, Aether, Anatol Baginsky, Terranova, Pan Sonic, Funkstörung, Meret Becker, Chrislo Haas, Sebastian Hess. Песня «Summer Wine» с этого альбома, которую исполняют дуэтом Gry Bagøien и Александр Хаке — кавер-версия песни Ли Хэзлвуда и Нэнси Синатры.
В 2002 году Грю Багёйен покинула группу по личным причинам, и группа Gry распалась.

## Участники группы
- FM Einheit: электро-, перкуссионные и прочие инструменты
- Грю Багёйен: вокал
- Sjang Coenen: бас
- Saskia von Klitzing: ударные

## Дискография

### Альбомы
- 1998 The Touch Of E!
- 2000 Public Recording

### Синглы, мини-альбомы
- 1998 Touch of Me
- 1998 Remixes
- 1998 Everything Or All
- 1998 I Never Asked
- 1999 Poles Apart
- 2000 Rocket
- 2000 Summer Wine
- 2000 Princess Crocodile

### Прочие релизы
- 2000 Frost 79° 40 (Ammer / F.M. Einheit / Pan Sonic / Gry) — концертная запись (театр города Оберхаузена, 28 августа 1998 года)